# Volley-ball aux Jeux du Pacifique de 2011
Navigation
2007 2015
Les épreuves de volley-ball des 14e Jeux du Pacifique de 2011 se déroule du 29 août au 9 septembre 2011 à Nouméa.

## Formule de la compétition
Les compétitions de volley-ball ont le même format et les mêmes règles pour les filles et les garçons.
- dix équipes sont réparties dans deux groupes de cinq, chaque équipe rencontrant les autres (tournoi toutes rondes)
- un classement final est établi, les deux premières équipes de chaque groupe sont qualifiées pour les demi-finales
- les gagnants des demi-finales jouent pour la médaille d'or et les perdants jouent pour la médaille de bronze

## Calendrier
| Volley-ball |  |  |  |  |  |  |  |  |  |  |  |  | 2 |

|  | Jour de compétition |  | Jour de finale |

## Tournoi masculin

### Équipes présentes
| - Guam - Fidji - Nouvelle-Calédonie - Papouasie-Nouvelle-Guinée - Samoa - Samoa américaines - Tahiti - Tonga - Tuvalu - Wallis-et-Futuna |

### Tour préliminaire

#### Composition des groupes
| Poule A                                               | Poule B                                                                                |
| ----------------------------------------------------- | -------------------------------------------------------------------------------------- |
| Site : Nouméa, Nouvelle-Calédonie Samoa Tahiti Tuvalu | Site : Nouméa, Guam Fidji Papouasie-Nouvelle-Guinée Samoa américaines Wallis-et-Futuna |

#### Poule A
| # | Équipe             | Pts | J | G | P | Sp | Sc | Ratio | Pp  | Pc  | Ratio |
| - | ------------------ | --- | - | - | - | -- | -- | ----- | --- | --- | ----- |
| 1 | Tahiti             | 9   | 3 | 3 | 0 | 9  | 0  | MAX   | 225 | 151 | 1.49  |
| 2 | Nouvelle-Calédonie | 7   | 3 | 2 | 1 | 6  | 3  | 2     | 217 | 175 | 1.24  |
| 3 | Samoa              | 5   | 3 | 1 | 2 | 3  | 7  | 0.429 | 206 | 225 | 0.916 |
| 4 | Tuvalu             | 3   | 3 | 0 | 3 | 1  | 9  | 0.111 | 151 | 248 | 0.609 |

#### Poule B
| # | Équipe                    | Pts | J | G | P | Sp | Sc | Ratio | Pp   | Pc  | Ratio |
| - | ------------------------- | --- | - | - | - | -- | -- | ----- | ---- | --- | ----- |
| 1 | Wallis-et-Futuna          | 12  | 4 | 4 | 0 | 12 | 1  | 12    | 322  | 244 | 1.32  |
| 2 | Papouasie-Nouvelle-Guinée | 10  | 4 | 3 | 1 | 10 | 5  | 2     | 367  | 318 | 1.154 |
| 3 | Fidji                     | 8   | 4 | 2 | 2 | 7  | 7  | 1     | 324  | 305 | 1.062 |
| 4 | Samoa américaines         | 6   | 4 | 1 | 3 | 4  | 9  | 0.444 | 2063 | 316 | 6.528 |
| 5 | Guam                      | 4   | 4 | 0 | 4 | 1  | 12 | 0.083 | 234  | 317 | 0.738 |

### Phase finale

#### Place 1 à 4
|  | Demi-finales                            | Demi-finales                            |                        |   | Finale                      | Finale                      |
|  | Demi-finales                            | Demi-finales                            |                        |   | Finale                      | Finale                      |
|  |                                         |                                         |                        |   |                             |                             |
|  | 07.09.11, 23-25 25-23 14-25 25-11 15-11 | 07.09.11, 23-25 25-23 14-25 25-11 15-11 |                        |   | 09.09.11, 18-25 23-25 22-25 | 09.09.11, 18-25 23-25 22-25 |
|  | 07.09.11, 23-25 25-23 14-25 25-11 15-11 | 07.09.11, 23-25 25-23 14-25 25-11 15-11 |                        |   | 09.09.11, 18-25 23-25 22-25 | 09.09.11, 18-25 23-25 22-25 |
|  | Tahiti                                  | 3                                       |                        |   | 09.09.11, 18-25 23-25 22-25 | 09.09.11, 18-25 23-25 22-25 |
|  | Tahiti                                  | 3                                       |                        |   | 09.09.11, 18-25 23-25 22-25 | 09.09.11, 18-25 23-25 22-25 |
|  | Papouasie-Nouvelle-Guinée               | 2                                       |                        |   | 09.09.11, 18-25 23-25 22-25 | 09.09.11, 18-25 23-25 22-25 |
|  | Papouasie-Nouvelle-Guinée               | 2                                       | Tahiti                 | 0 |                             |                             |
|  | 07.09.11, 23-25 25-23 25-21 22-25 15-10 |                                         | Tahiti                 | 0 |                             |                             |
|  |                                         | Wallis-et-Futuna                        | 3                      |   |                             |                             |
|  | Wallis-et-Futuna                        | Wallis-et-Futuna                        | 3                      | 3 |                             |                             |
|  | Wallis-et-Futuna                        |                                         |                        | 3 |                             |                             |
|  | Nouvelle-Calédonie                      | 2                                       |                        |   |                             |                             |
|  | Nouvelle-Calédonie                      | 2                                       | Match pour la 3e place |   |                             |                             |
|  |                                         |                                         |                        |   |                             |                             |
|  | 09.09.11, 25-18 25-20 22-25 25-20       |                                         |                        |   |                             |                             |
|  |                                         |                                         |                        |   |                             |                             |
|  | Papouasie-Nouvelle-Guinée               | 3                                       |                        |   |                             |                             |
|  | Papouasie-Nouvelle-Guinée               | 3                                       |                        |   |                             |                             |
|  | Nouvelle-Calédonie                      | 1                                       |                        |   |                             |                             |
|  | Nouvelle-Calédonie                      | 1                                       |                        |   |                             |                             |

## Tournoi féminin

### Équipes présentes
| - Guam - Fidji - Nouvelle-Calédonie - Papouasie-Nouvelle-Guinée - Samoa - Tahiti - Tonga - Tuvalu - Vanuatu - Wallis-et-Futuna |

### Tour préliminaire

#### Composition des groupes
| Poule A                                                             | Poule B                                                              |
| ------------------------------------------------------------------- | -------------------------------------------------------------------- |
| Site : Nouméa, Fidji Guam Nouvelle-Calédonie Tonga Wallis-et-Futuna | Site : Nouméa, Papouasie-Nouvelle-Guinée Samoa Tahiti Tuvalu Vanuatu |

#### Poule A
| # | Équipe             | Pts | J | G | P | Sp | Sc | Ratio | Pp  | Pc  | Ratio |
| - | ------------------ | --- | - | - | - | -- | -- | ----- | --- | --- | ----- |
| 1 | Nouvelle-Calédonie | 12  | 4 | 4 | 0 | 12 | 1  | 12    | 322 | 177 | 1.819 |
| 2 | Fidji              | 10  | 4 | 3 | 1 | 10 | 3  | 3.333 | 292 | 238 | 1.227 |
| 3 | Wallis-et-Futuna   | 8   | 4 | 2 | 2 | 6  | 8  | 0.75  | 279 | 288 | 0.969 |
| 4 | Guam               | 6   | 4 | 1 | 3 | 4  | 9  | 0.444 | 244 | 315 | 0.775 |
| 5 | Tonga              | 4   | 4 | 0 | 1 | 1  | 12 | 0.083 | 206 | 325 | 0.634 |

#### Poule B
| # | Équipe                    | Pts | J | G | P | Sp | Sc | Ratio | Pp  | Pc  | Ratio |
| - | ------------------------- | --- | - | - | - | -- | -- | ----- | --- | --- | ----- |
| 1 | Tahiti                    | 12  | 4 | 4 | 0 | 12 | 0  | MAX   | 300 | 146 | 2.055 |
| 2 | Samoa                     | 10  | 4 | 3 | 1 | 9  | 3  | 3     | 276 | 227 | 1.216 |
| 3 | Papouasie-Nouvelle-Guinée | 8   | 4 | 2 | 2 | 6  | 7  | 0.857 | 264 | 282 | 0.936 |
| 4 | Vanuatu                   | 6   | 4 | 1 | 3 | 3  | 9  | 0.333 | 211 | 271 | 0.779 |
| 5 | Tuvalu                    | 4   | 4 | 0 | 4 | 1  | 12 | 0.083 | 180 | 325 | 0.554 |

### Phase finale

#### Place 1 à 4
|  | Demi-finales                | Demi-finales                |                        |   | Finale                      | Finale                      |
|  | Demi-finales                | Demi-finales                |                        |   | Finale                      | Finale                      |
|  |                             |                             |                        |   |                             |                             |
|  | 07.09.11, 25-11 25-21 25-17 | 07.09.11, 25-11 25-21 25-17 |                        |   | 09.09.11, 18-25 15-25 10-25 | 09.09.11, 18-25 15-25 10-25 |
|  | 07.09.11, 25-11 25-21 25-17 | 07.09.11, 25-11 25-21 25-17 |                        |   | 09.09.11, 18-25 15-25 10-25 | 09.09.11, 18-25 15-25 10-25 |
|  | Nouvelle-Calédonie          | 3                           |                        |   | 09.09.11, 18-25 15-25 10-25 | 09.09.11, 18-25 15-25 10-25 |
|  | Nouvelle-Calédonie          | 3                           |                        |   | 09.09.11, 18-25 15-25 10-25 | 09.09.11, 18-25 15-25 10-25 |
|  | Samoa                       | 0                           |                        |   | 09.09.11, 18-25 15-25 10-25 | 09.09.11, 18-25 15-25 10-25 |
|  | Samoa                       | 0                           | Nouvelle-Calédonie     | 0 |                             |                             |
|  | 07.09.11, 25-18 25-14 25-15 |                             | Nouvelle-Calédonie     | 0 |                             |                             |
|  |                             | Tahiti                      | 3                      |   |                             |                             |
|  | Tahiti                      | Tahiti                      | 3                      | 3 |                             |                             |
|  | Tahiti                      |                             |                        | 3 |                             |                             |
|  | Fidji                       | 0                           |                        |   |                             |                             |
|  | Fidji                       | 0                           | Match pour la 3e place |   |                             |                             |
|  |                             |                             |                        |   |                             |                             |
|  | 09.09.11, 25-23 25-20 25-21 |                             |                        |   |                             |                             |
|  |                             |                             |                        |   |                             |                             |
|  | Samoa                       | 3                           |                        |   |                             |                             |
|  | Samoa                       | 3                           |                        |   |                             |                             |
|  | Fidji                       | 0                           |                        |   |                             |                             |
|  | Fidji                       | 0                           |                        |   |                             |                             |

## Classements

### Classement hommes
| Place              | Équipe                    |
| ------------------ | ------------------------- |
| Médaille d'or      | Wallis-et-Futuna          |
| Médaille d'argent  | Tahiti                    |
| Médaille de bronze | Papouasie-Nouvelle-Guinée |
| 4                  | Nouvelle-Calédonie        |
| 5                  | Fidji                     |
| 6                  | Samoa                     |
| 7                  | Samoa américaines         |
| 8                  | Tuvalu                    |
| 9                  | Guam                      |

### Classement femmes
| Place              | Équipe                    |
| ------------------ | ------------------------- |
| Médaille d'or      | Tahiti                    |
| Médaille d'argent  | Nouvelle-Calédonie        |
| Médaille de bronze | Samoa                     |
| 4                  | Fidji                     |
| 5                  | Wallis-et-Futuna          |
| 6                  | Papouasie-Nouvelle-Guinée |
| 7                  | Vanuatu                   |
| 8                  | Guam                      |
| 9                  | Tonga                     |
| 10                 | Tuvalu                    |